# Anelytra jinghonga
Anelytra jinghonga är en insektsart som beskrevs av Shi, F-m. och Jiang-Ping Qiu 2009. Anelytra jinghonga ingår i släktet Anelytra och familjen vårtbitare. Inga underarter finns listade i Catalogue of Life.